# Зайц, Иван
Иван Зайц (хорв. Ivan Zajc; 3 августа 1832 года, Риека — 16 декабря 1914 года, Аграм) — хорватский композитор, дирижёр, педагог.

## Биография

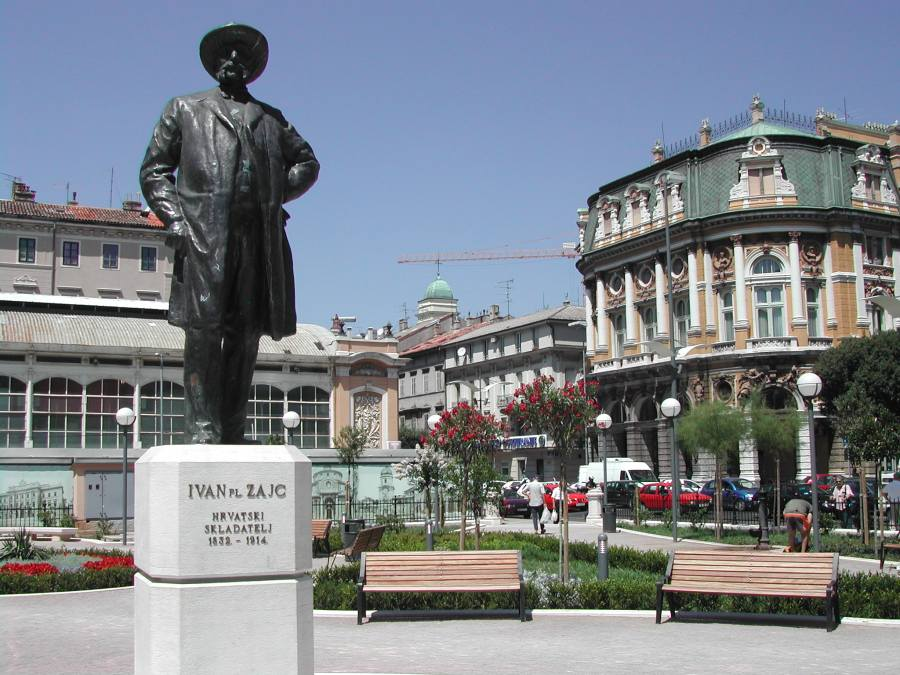
Памятник Зайцу в Риеке

Иван-Драгутин-Степан Зайц родился в хорватском портовом городе Риека. Его отец — чех Иоганн (Ян-Непомук) Зайц (1800-1854), дирижёр военного оркестра; мать — карпатская немка Анна Боденщтейнер (1805-1854). Иван-Драгутин окончил в 1855 году Миланскую консерваторию (где был учеником Лауро Росси, получив первую премию за оперу «Тиролезка» (итал. La Tirolese), которая в том же году была поставлена на миланской сцене. Перед Зайцем открывалась музыкальная карьера в Италии, но смерть родителей вынудила его вернуться в Риеку, где он занял пост концертмейстера городского театра и преподавателя струнных классов в городском Филармоническом институте. К этому периоду относится опера «Амелия» (1860, по драме Ф. Шиллера «Разбойники»), пользовавшаяся значительным успехом. В 1857 году Иван Зайц обвенчался с 18-летней словенкой Натальей Есенко, дочерью риекского торговца. В том же году у супругов родилась дочь Анна, а в 1860 году — сын Кармело.
В 1862—1870 годах Зайц жил и работал в Вене, где писал, в основном, оперетты. Его первая венская оперетта — «Mannschaft an Bord» (1863) — была принята очень хорошо, а последующие оперетты укрепили репутацию талантливого композитора. Любопытно, что именно в имперской Вене Зайц всерьёз заинтересовался возрождением хорватской культуры. Уроженец Хорватии — он часто встречался с хорватскими студентами венских вузов и принимал участие в деятельности хорватского академического общества «Велебит» (Velebit), наречённого в честь горного массива в Хорватии.
Под влиянием таких столпов хорватской культуры, как епископ Йосип Юрай Штроссмайер, генерал и поэт Петар Прерадович, писатель и переводчик Иван Трнский (Ivan Trnski), а также писатель, поэт и драматург Август Шеноа (August Šenoa), — Зайц предпочел патриотическое движение мировой славе и в 1870 году вернулся в Хорватию. Там он занял сразу два поста: директора и главного дирижёра Загребской оперы (до 1889 года) и директора Хорватского института музыки (до 1908 года); деятельность Зайца на этих постах считается началом хорватского музыкального возрождения.
В творчестве Зайца этого периода выделяются оперы «Никола Шубич-Зринский» (хорв. Nikola Šubić Zrinski; 1-я пост. Загреб, 1876), посвящённая герою Сигетварской битвы, известному и как Николай Зринский-старший, и как Миклош Зриньи), и «Лизинька» (хорв. Lizinka; 1878, по мотивам повести Пушкина «Барышня-крестьянка»). Зайцу ему принадлежит также большое количество месс, инструментальных пьес, кантат, хоров, песен, романсов и др.
В 1880 году Зайцу было присвоено звание почётного гражданина города Загреба.
Среди учеников Зайца был, в частности, Благое Берса и Луис Свеченский.
Имя композитора носит Хорватский национальный театр имени Ивана Зайца в Риеке.

## Сочинения
- La tirolese (премьера — Милан, 4 мая 1855 г.)
- Amelia ossia Il bandito (Риека, 24 апреля 1860 г.)
- Mannschaft an Bord (Вена, 15 декабря 1863 г.)
- Fitzliputzli (Вена, 5 ноября 1864 г.)
- Die lazzaroni vom Stanzel (Вена, 4 мая 1865 г.)
- Die Hexe von Boissy (Вена, 24 апреля 1866 г.)
- Nachtschwärmer (Вена, 10 ноября 1866 г.)
- Das Rendezvous in der Schweiz (Вена, 3 апреля 1867 г.)
- Das Gaugericht (Вена, 14 сентября 1867 г.)
- Nach Mekka (Вена, 11 января 1868 г.)
- Somnambula (Вена, 21 января 1868 г.)
- Schützen von einst und jetzt (Вена, 25 июля 1868 г.)
- Meister Puff (Вена, 22 мая 1869 г.)
- Mislav (Загреб, 2 февраля 1870 г.)
- Ban Leget (Загреб, 16 июля 1872 г.)
- Der gefangene Amor (Вена, 12 сентября 1874 г.)
- Nikola Šubić Zrinski (Загреб, 4 ноября 1876 г.)
- Lizinka (Загреб, 12 ноября 1878 г.)
- Der Wildling (Загреб, 23 сентября 1905 г.)
- Prvi grijeh (Загреб, 25 апреля 1907; 18 декабря 1912 г.)
- Oče naš (Загреб, 16 декабря 1911 г.)
- Morje
- Prihod Hrvatov
- Pan Twardowski